# Izquierda Unida Comunidad de Madrid
Izquierda Unida Comunidad de Madrid (IU-CM) fue un partido político con personalidad jurídica propia, que fue la federación madrileña del movimiento político y social Izquierda Unida hasta junio de 2015, cuando fue expulsada, entre otras razones, por la negativa de la dirección regional a depurar responsabilidades políticas por el escándalo de las tarjetas black, de Caja Madrid.
En las elecciones municipales y autonómicas de ese año IUCM no obtuvo representación, por primera vez en su historia, ni en la Asamblea de Madrid ni en el Ayuntamiento de Madrid, candidatura esta última que la dirección federal había desautorizado de forma expresa. Por su parte, el sector crítico obtuvo varios concejales en candidaturas de confluencia como Ahora Madrid.
La Oficina Española de Patentes y Marcas rechazó que este partido una vez expulsado utilizase las siglas de IU o IUCM y finalmente, los días 2 y 3 de abril se constituyó la nueva federación madrileña con el nombre de Izquierda Unida-Madrid, poniendo fin a la crisis interna de esta formación en esta región.

## Historia

### Fundación e inicios
En 1986 se fundó Izquierda Unida (IU) en Madrid, producto de una plataforma que exigía la salida de España de la OTAN. En ella participaron partidos como el Partido Comunista de España (PCE), Izquierda Republicana (IR), el Partido Comunista de los Pueblos de España (PCPE) o el Partido de Acción Socialista (PASOC). En un primer momento, la sección madrileña del PCPE, cuyo secretario general era José Antonio Moral Santín, se desvinculó del acuerdo firmado por el Comité Central de su partido, porque no se incluía en IU a la Mesa para la Unidad de los Comunistas, comandada por Santiago Carrillo. Posteriormente la sección madrileña del PCPE se integraría en el PCE.
En junio de 1986, IU participó por primera vez en unas elecciones generales obteniendo en Madrid un 6,03% de los votos y 2 escaños, superando en uno a los obtenidos por el PCE en 1982. En las municipales y autonómicas de 1987 en Madrid, con Adolfo Gilaberte Fernández como presidente regional de IU,[cita requerida] sus resultados mejoraron, obteniendo el 7,89% de los votos y 113 concejales, con Ramón Tamames como candidato a la alcaldía e Isabel Vilallonga como candidata a la presidencia de la Comunidad. Defendía mayor autonomía para la Comunidad y más poder a los municipios, en una perspectiva de federalización estatal, así como otras medidas como el desmantelamiento de la base militar de Torrejón de Ardoz o la creación de un impuesto contra la pobreza.
Durante su primera legislatura, IU sostuvo diversos acuerdos programáticos con el gobierno autonómico presidido por Joaquín Leguina (PSOE), para garantizar la gobernabilidad, aprobando también sus presupuestos. El 15 de diciembre de 1990 el Consejo Político regional aprobó que Isabel Villalonga volviese a ser candidata de la formación de cara a las elecciones anticipadas a la Asamblea de Madrid celebradas en 1991, en las que la formación duplicó sus resultados. Tras su elección, Villalonga defendió un pacto de gobierno con el PSOE, en contra del criterio de la dirección federal de IU coordinada por Julio Anguita, que defendía el pacto de investidura. Finalmente se realizó un pacto de investidura, basado en criterios programáticos, reconociendo Isabel Villalonga que "los órganos regionales y federales de IU tienen la palabra".
En agosto de 1991, el coordinador regional de Madrid, Juan José Azcona, defendió la disolución del PCE y la consolidación de IU como un único partido, coincidiendo en ello también el principal dirigente del PASOC, Alonso Puerta, y el secretario general de Comisiones Obreras, Antonio Gutiérrez. Confiaban en que el XIII Congreso del PCE fuese el último que se celebrase. Se oponían así a las tesis de Julio Anguita de mantener el pluralismo partidario dentro de la coalición, opción que finalmente triunfó.
El 23 de septiembre de 1991, José Antonio Moral Santín, exsecretario general del PCPE y diputado de IUCM en la Asamblea de Madrid, fue nombrado presidente de Telemadrid, en el marco de los acuerdos con Joaquín Leguina.
En junio de 1992 se celebró la III Asamblea de IUCM, en la que fue elegida Susana López Blanco como coordinadora de IU en la Comunidad de Madrid. Susana López aseguró que se respetarían los acuerdos suscritos entonces con la Federación Socialista Madrileña que sustentaban al Gobierno del presidente Joaquín Leguina en el Parlamento regional. Tenía el apoyo del sector de IU próximo a Julio Anguita y de los sectores del Partido Comunista de España del movimiento vecinal de Madrid.

### Coordinación de Ángel Pérez
El 24 de febrero de 1993 dimite Susana López y el Consejo Político Regional designa como coordinador a Ángel Pérez, entonces secretario regional del PCE, que había pactado con la corriente Nueva Izquierda. Para los críticos de IU y PCE, se trató de un "golpe palaciego", habiéndose "autoproclamado" sin "debate público", considerando que la raíz de la disputa estaba en la preparación de las listas electorales en las que se daría más relevancia a los candidatos de Nueva Izquierda.
En abril de ese mismo año, los militantes de IU en Madrid concurrieron en unas primarias para elegir a sus candidatos, donde rechazaron que los candidatos de Nueva Izquierda fuesen en primeras posiciones. Estos, en señal de protesta, renunciaron a ser candidatos, los medios publicaron fotos de Cristina Almeida enjugándose las lágrimas.
Tras las elecciones generales de junio de 1993, en las que IU obtuvo un avance importante en sus resultados, con un 14,52% en Madrid, Isabel Villalonga, portavoz de IU en la Asamblea de Madrid y miembro de la corriente Nueva Izquierda, defendió una coalición de gobierno junto al PSOE de Felipe González, reconociendo haber cambiado de opinión tras la experiencia de los acuerdos con el PSOE en Madrid. Ese mismo año volvió a defender la entrada en el gobierno regional de Joaquín Leguina junto al PSOE, primero en los medios y después como promotora de un documento que apoyaron 13 de los 15 diputados de IU en la Asamblea de Madrid, que se apoyaba en una encuesta a 1.500 personas. Varios miembros de la organización incluidos diputados que no apoyaron el documento, rechazaron la actitud de Villallonga y alertaron de una posible ruptura de la organización debido a los métodos empleados, pidiendo que la decisión se trasladase a toda la organización. El pacto no prosperó, si bien sí se mantuvieron acuerdos respaldados por la dirección regional, duramente criticados por los sectores más próximos a la dirección federal.
Los días 18, 19 y 20 de noviembre de 1994 arrancó la IV Asamblea de IUCM, en la que estaban representados 7300 militantes, tras varios episodios de división interna. Susana López, representante del sector crítico (31% de los delegados) rechazó el informe de gestión de Ángel Pérez por su valoración positiva del acuerdo con el PSOE, ya que estos habían pactado con la burguesía catalana (CiU), dado la espalda a los sindicatos y hecho una política que consideraban "de derechas". Nueva Izquierda (7% de delegados) acusaron a Pérez de haber sido incapaces de lograr un acuerdo de convivencia en la organización que frenase las confrontaciones. Los ecosocialistas liderados por Julio Setién (4% de delegados) se abstuvieron por la "falta de sensibilidad" que consideraban había habido hacia los nuevos movimientos sociales. Finalmente salió elegido Ángel Pérez como coordinador, con apenas el 56% de los votos, en una lista en la que estaban integrados significados miembros de la corriente Nueva Izquierda.
En septiembre de 1996 los representantes de IU en el Consejo de Administración de Caja Madrid se sumaron a los de CCOO para nombrar a Miguel Blesa como presidente de la entidad, a cambio de ventajas para los trabajadores y el mantenimiento de la naturaleza jurídica de la entidad. En 1999, IU sufrió un fuerte varapalo en las elecciones municipales de toda España.
En 1997 los tres diputados de IU que pertenecían a Nueva Izquierda se desmarcan del resto del grupo parlamentario y se niegan a rechazar la reforma laboral que creaba el "contrato de fomento del empleo indefinido", que abarataba el despido respecto al contrato ordinario. La Ejecutiva de IU expulsó a los miembros de Nueva Izquierda de la dirección y sus integrantes decidieron continuar en el Congreso con el nombre de Partido Democrático de la Nueva Izquierda, esta vez en solitario, a pesar de no haber sido elegidos como diputados bajo esas siglas. En 1999 Cristina Almeida fue cabeza de lista a la Presidencia de la Comunidad de Madrid en 1999 por la coalición PSOE-Progresistas (que integraba al PDNI), mientras el nuevo partido sellaba un acuerdo con para concurrir con el PSOE a las elecciones generales, partido en el que se integraría orgánicamente en octubre de 2001.

### Pactos entre "familias" de IUCM
El 28 de noviembre del año 2000, Ángel Pérez abandona la coordinación regional y renuncia a presentarse por tercera vez como candidato, ya que según los estatutos de IU solo podría optar a ello si superaba el 60% de los apoyos entre los delegados. Sin embargo, en la VI Asamblea de IUCM fue elegido el candidato propuesto por Pérez, Miguel Reneses, con un 58% de los votos, con la promesa de integrar a todos los sectores minoritarios y defendiendo los pactos municipales con el PSOE. La oposición más radical la constituía la "Plataforma de Izquierdas", encabezada por Susana López, que acusaba al coordinador saliente de haber abandonado el carácter "antisistema" y "alternativo" de IU en favor de postulados socialdemócratas.
En 2003 la dirección de IUCM anunció que sus representantes votarían a favor de "la candidatura de la izquierda" para la Asamblea General de Caja Madrid. Sin embargo, sus representantes finalmente apoyaron la candidatura del PP y un dirigente de IUCM, José Antonio Moral Santín, fue elegido miembro de la Asamblea General. Desde este año varios consejeros presuntamente empezaron a utilizar tarjetas opacas, entre ellos Moral Santín.
El 18 de abril de 2004 se celebró la VII Asamblea de IUCM, en la que fue elegido coordinador regional Fernando Marín con el 53% de los votos. Encabezaba la lista promovida por Ángel Pérez y apoyada por varias de las familias de la organización, derrotando a la candidatura de Virginia Díaz que pretendía superar "la cultura de las familias" y que estaba apoyada por Jóvenes de IU-CM, la dirección del PCM y las Juventudes Comunistas. La elección de Marín provocó una renovación del grupo parlamentario de la Asamblea de Madrid, al que pertenecía como diputado, porque Fernando Marín consideraba que el coordinador general de IU debía ser también el portavoz de la coalición en la Asamblea de Madrid. El entonces portavoz, Fausto Fernández, dimitió de su cargo y Marín se convirtió en la voz de Izquierda Unida en la Asamblea.
El 25 de mayo de 2006 se celebraron primarias en IU de toda la ciudad de Madrid para elegir candidata a las siguientes elecciones municipales, saliendo elegida Virginia Díaz como candidata al Ayuntamiento de Madrid con el 79% de los votos, frente a un 12% que optaron por Ángel Pérez. Contó para ello con el apoyo de las juventudes de la organización y de los militantes de base. A pesar de ello, el 25 de enero de 2007 la dirección federal de IU, encabezada por Gaspar Llamazares, y la regional de la Comunidad de Madrid, firmaron un "acuerdo político" por el que Inés Sabanés sería la candidata a la presidencia de la Comunidad y Ángel Pérez candidato al ayuntamiento, rechazando una resolución de la Comisión de Garantías federal que daba la razón a los críticos.
Ese mismo año abandona la corriente Espacio Alternativo abandona Izquierda Unida, que se presentarían a las siguientes elecciones europeas con el nombre de Izquierda Anticapitalista.
En febrero de 2008 Miguel Blesa vuelve a pactar con los representantes de IUCM y CCOO en Caja Madrid para nombrar a José Antonio Moral Santín consejero de Mapfre. Fernando Marín dimitió el 1 de abril de 2008, dejando la coordinación de IUCM en manos de un grupo de siete personas: Gregorio Gordo coordinador de la Presidencia, Carlos Penit responsable de organización, Lidia Fernández responsable de Comunicación, Pedro Orgaz de Finanzas y Antero Ruiz de Política Institucional.

### Refundación de la Izquierda
El 16 de noviembre de 2008 se celebra la IX Asamblea Federal de IU, en la que se aprobaba el proyecto de Refundación de la Izquierda que buscaba una refundación de toda la izquierda en una "fuerza política más fuerte, anticapitalista, transformadora y republicana". Pretendiendo seguir ese discurso para abandonar las disputas internas y conectar con los trabajadores afectados por la crisis, el 29 de marzo de 2009 fue elegido Gregorio Gordo como coordinador en la VIII Asamblea de IU-CM, por primera vez con el apoyo de todas las corrientes internas.
En dicha Asamblea, parte del PCE, incluido el entonces secretario general, no aprobó la lista unitaria y el informe de gestión del coordinador saliente fue aprobado por un 58% de los votos. Se aprobó también en los estatutos el artículo 15, según el cual las asambleas de distrito de Madrid-Ciudad se coordinarían en una estructura similar a ias comarcas, aglutinando a los coordinadores o coordinadoras de las asambleas de base, para coordinar las políticas y de sus grupos institucionales. Se relacionan a través de la Secretaría de Política Municipal, pero no se cumplió nunca. IU-CM tenía entonces 11 000 militantes.
En enero de 2009, IU-CM presentó una querella por prevaricación contra el presidente de la Comisión de Control de Caja Madrid, por el expediente que se había abierto a tres representantes del PP en la entidad, tomando partido así en las tensiones internas abiertas en el PP de Madrid, entre Esperanza Aguirre y Alberto Ruíz Gallardón. La denuncia fue rechazada por el juez pocos meses después.
En junio de 2009 dirigentes de IU-CM volvieron a pactar con el PP y Comfía-CCOO apoyar al candidato propuesto por Esperanza Aguirre a la presidencia de Caja Madrid, lo cual fue criticado por sectores críticos de la organización que lo consideraron "ilegítimo" y "antidemocrático". Ese mismo año Moral Santín era nombrado por Aguirre director del Centro Internacional de Estudios Económicos y Sociales y Caja Madrid empezó a hacer donaciones irregulares a la fundación de IUCM. En 2009 fueron elegidos consejeros de la Asamblea General de Caja Madrid en representación de IUCM José Luis Acero y Rubén Cruz, y  José Antonio Moral Santín fue reelegido.
También en 2009 estalló un conflicto en Velilla de San Antonio, donde IUCM apoyó una moción de censura del PP contra el PSOE, que reabrió una guerra interna que parecía cerrada tras la última asamblea regional, produciéndose varias dimisiones de dirigentes regionales, acompañado de críticas al proceso abierto en el que se pretendía elegir a los cabezas de lista en IU-CM, que se consideró "antidemocrático, dudosamente estatutario, y un boicot al proyecto de Refundación de la Izquierda".
En enero de 2010 Rubén Cruz entró a formar parte del Consejo de Administración de Caja Madrid en el contexto de la guerra interna abierta en el PP de Madrid, apoyado por Esperanza Aguirre.
En mayo de 2010 fueron elegidas las candidaturas de IU-CM propuestas por Ángel Pérez para la Comunidad de Madrid y el Ayuntamiento de Madrid, a un mes de la asamblea de la "Refundación de la Izquierda", lo cual fue considerado una provocación y síntomas claros de "continuísmo" por parte de la dirección.

### Escisiones en localidades y bajas de dirigentes
De cara a las elecciones municipales y autonómicas de 2011 abandonan la organización madrileña algunos dirigentes como Inés Sabanés, Reyes Montiel o Joaquín Nieto, pasando a formar parte de la lista Ecolo-Verdes (ECOLO), que posteriormente pasaría a formar parte de Equo. Además IU perdió apoyos en varias localidades de la Comunidad de Madrid debido a sus pactos con el PSOE y conflictos internos relacionados con la corrupción, que dieron lugar a escisiones de la coalición. En Torrelodones siguió fuera del consistorio mientras una escisión de IU, la agrupación Actúa, fue decisiva para que la formación independiente Vecinos por Torrelodones arrebatase la alcaldía al PP tras 24 años de gobierno. En Pinto IU perdió toda su representación en favor del Movimiento de Izquierda Alternativa de Pinto (MIA-Pinto), fundado en 2004 a raíz de una escisión de IU, que obtuvo 2 concejales. En Velilla de San Antonio la dirección regional de IU en Madrid vetó la candidatura elegida por la Asamblea local, que se presentó a las elecciones como Izquierda contra la Corrupción (AVCC) y obtuvo 2 concejales, superando a la candidatura presentada por IUCM que obtuvo una representante (una mujer de 66 años que rechazó el cargo al desconocer que estaba en las listas).
Finalmente IUCM se presentó en coalición con partidos como Los Verdes-Grupo Verde y Gira Madrid-Los Verdes, obteniendo 2 alcaldes, 13 diputados en la Asamblea de Madrid y 177 concejales.
El 2011 José Antonio Moral Santín pasó a formar parte del Consejo de Administración de Bankia y en 2012 se constituyó una comisión en IUCM en la que se citó a Moral Santín para preguntarle sobre sus retribuciones y ante la que el consejero presentó unos certificados que no se correspondían con la realidad de sus ingresos.
En mayo de ese año IU federal pidió la dimisión de su consejero Moral Santín al considerar que como consejero representaba únicamente a la presidencia de la entidad, y que tras el cambio de Caja Madrid a Bankia IU ya no tenía representantes en la entidad. Unos meses después Moral Santín fue imputado junto a otros 32 responsables del grupo BFA-Bankia.
En junio de 2012 IUCM perdió la alcaldía de Casarrubuelos tras una moción de censura presentada por el PP y apoyada por la Asociación Vecinal de Casarrubuelos (AVC), una candidatura conformada por exmilitantes de la Asamblea local de IU, liderada por la antigua alcaldesa de la coalición en esa localidad. El nuevo alcalde del PP, David Rodríguez Sanz, sería detenido dos años después acusado de corrupción, en el marco de la Operación Púnica, asegurándose desde la asamblea local de IU que el partido AVC también era responsable.

### IX Asamblea de IUCM
A finales de 2012 se celebró la IX Asamblea de IUCM en medio de una profunda división interna. En dicho evento la militancia reprobó el informe de gestión del coordinador regional saliente, Gregorio Gordo, así como la actuación en Caja Madrid-Bankia, los problemas de finanzas, la relación de la dirección con las asambleas de base y la confrontación con la dirección federal de IU. Finalmente fue elegido por un 51% de los votos el candidato propuesto por la dirección, Eddy Sánchez, frente a los sectores críticos que apostaban por "Cambiar IU-CM" y que querían mejorar las relaciones con IU federal y una mayor convergencia con los movimientos sociales.
A pesar del resultado tan ajustado, la nueva dirección no incluyó a ningún representante de los sectores críticos en la nueva Comisión Ejecutiva regional, lo cual fue considerado por estos últimos como una decisión “sectaria” y anunciaron que trabajarían por abrir IUCM más a los movimientos sociales y otras organizaciones como Equo, Izquierda Anticapitalista o Frente Cívico.
El 2 de mayo de 2013, día de la Comunidad de Madrid, el diario El País presentó un sondeo realizado por Metroscopia acerca de la intención de voto de los madrileños si hubiese elecciones autonómicas en aquel momento. Según la encuesta, el Partido Popular perdería la mayoría absoluta de la que goza actualmente, retrocediendo 18 diputados hasta quedarse en 54, y el PSOE-PSM bajaría hasta los treinta diputados. Izquierda Unida, sin embargo, tendría un vertiginoso ascenso, subiendo de los trece diputados que tiene en este momento hasta llegar a alcanzar 29 (18'9%) en la asamblea autonómica.
Pero los problemas internos aumentaron. En mayo de 2013 tuvo lugar la II Conferencia de Mujeres de IUCM, que terminó con un grave conflicto. Las asistentes al encuentro eligieron como coordinadora del área regional de mujer a la militante Sara Porras, pero representantes de la dirección de IUCM no sólo no lo reconocieron, sino que eligieron como candidata a Marta López, concejala de IU Leganés y afín a la dirección. Ese mismo año, se celebró una Conferencia de Organización de IUCM, considerada ilegítima por los sectores críticos, que no asistieron a la misma y que implicaba un cambio de estatutos.
En abril de 2014, de cara a las elecciones europeas de ese año, los dos principales sectores de la dirección que estaban enfrentados acordaron un texto en el que sellaban la paz interna. Se acordó una nueva Comisión Ejecutiva Regional integradora, pactaron la puesta en marcha de un proceso de convergencia en la federación, acordaron impulsar el Consejo Político de Madrid-Ciudad, armonizar los estatutos con IU federal y dieron por zanjadas las crisis abiertas en Rivas o en la elección de la responsable del Área de Mujer. Sin embargo, en las elecciones europeas, IU cayó a cuarta fuerza en Madrid-Ciudad y a quinta en la Comunidad de Madrid, en ambos casos por detrás de Podemos. La nueva dirección ejecutiva de IUCM respondió pidiendo una reforma profunda de la ejecutiva federal y la apertura de primarias a todos los niveles, para "recuperar el discurso de mayoría perdido", ya que consideraba que la ejecutiva vigente respondía a la necesidad de recuperar la unidad en 2008, pero que hoy se necesita otra "que refleje las demandas de cambio y renovación".
Sobre la situación de Madrid, el coordinador federal Cayo Lara achacó el mal resultado en Madrid al recelo de determinados dirigentes hacia el Movimiento 15M y especialmente a la presencia de Moral Santín en Bankia, de quien aseguró que "no es un compañero" y que debería pagar por sus acciones. Sin embargo, el portavoz de IUCM Ángel Pérez rechazó dicha valoración y aseguró que la dirección había estado informada siempre de sus movimientos. En la misma línea se había expresado la diputada Libertad Martínez en la tribuna de la Asamblea de Madrid, desde donde le envió "un abrazo afectuoso" a Moral Santín.
En septiembre de 2014, la Comisión Ejecutiva de IUCM aprobó por 15 votos a favor y una abstención, participar en los procesos de convergencia abiertos, haciendo un llamamiento a sus militantes para que se involucraran en Ganemos Madrid. Un mes después se constituyó la Asamblea de IU Madrid Ciudad, en la que estarían representadas las asambleas locales de los 21 distritos de Madrid, coordinados por una dirección colegiada y que permitiría a la militancia de la ciudad elegir las candidaturas a las elecciones municipales, así como determinar las políticas que desarrollaría el grupo municipal del Ayuntamiento de Madrid. Esta asamblea ratificó la apuesta por el proceso de convergencia de Ganemos Madrid.

### Ruptura interna
En octubre de 2014 estalla el escándalo de las tarjetas opacas en la que estaban implicados también representantes de IUCM, incluidos los representantes de IUCM como Moral Santín o Ruben Cruz.  La dirección federal de IU se desmarcó de dichas personas señalando que ya no estaban en la organización y mandató a la dirección de la federación madrileña a crear una comisión para depurar responsabilidades políticas. Además, la dirección federal aceptaba el compromiso para que dicha comisión no se frustrase en ningún caso, apostando por llegar hasta el final. Un mes después la dirección federal pidió la dimisión de todos los que fueron coordinadores de IUCM durante la etapa en que tomaron decisiones polémicas en Caja Madrid, de sus cargos públicos y orgánicos. Daba el plazo de tres días para cesar a Ángel Pérez, portavoz de IUCM en el Ayuntamiento de Madrid, Gregorio Gordo, portavoz de IUCM en la Asamblea de Madrid, y Miguel Reneses, secretario de organización de IU federal. Pero la dirección de IUCM se negó a cesarles alegando que estaba en un proceso de primarias y que pretendían que se desarrollasen con normalidad.
El 31 de noviembre de 2014 se celebraron primarias abiertas a simpatizantes en IUCM, a las que estaban llamados a participar alrededor de 13 000 personas, 5500 afiliados y 8000 simpatizantes. En las primarias resultaron ganadores por mayoría absoluta los candidatos partidarios de abrir la organización a la convergencia con otras formaciones como Ganemos Madrid, Tania Sánchez en la Comunidad de Madrid y Mauricio Valiente en el Ayuntamiento de Madrid. Ambos se mostraron partidarios de acatar la resolución federal que exigía la dimisión de los portavoces de IUCM. Tras estos resultados, Eddy Sánchez anunció su dimisión como coordinador regional de la formación y alrededor de 400 personas se afiliaron a IU en la Comunidad de Madrid.
La dirección federal de IU volvió a reunirse el 14 de diciembre por la situación de la federación de Madrid, acordándose la expulsión del diputado Antero Ruiz y, esta vez, pidiendo a la federación de Madrid expresamente el cese de Ángel Pérez y Gregorio Gordo de sus cargos institucionales. Al día siguiente, la diputada Libertad Martínez ya anunciaba que los portavoces no iban a ser cesados. Pocos días después, Ángel Pérez anunciaba su negativa a dimitir y defendió que IU debía presentarse con sus siglas a las elecciones, confeccionando la dirección de IUCM las listas electorales, a pesar del apoyo acordado por IUCM a la convergencia con Ganemos Madrid y de la victoria de los candidatos más partidarios de volcarse en ese tipo de procesos de unidad.
Tras ratificar los grupos institucionales de IUCM a Ángel Pérez y Gregorio Gordo en sus cargos, algunos cargos públicos del sector crítico presentaron su dimisión y alrededor de 60 militantes abandonaron la organización, incluida la candidata a la presidencia de la Comunidad de Madrid, Tania Sánchez. El resto del sector crítico, varias asambleas locales, el Partido Comunista de Madrid (PCM) y la Unión de Juventudes Comunistas de España (UJCE), se desvincularon de IUCM y se referenciaron únicamente en IU a nivel federal, pero la dirección federal de IU decidió no romper todavía con IUCM, si bien sí expulsó a Ángel Pérez y Gregorio Gordo por su negativa a dimitir.
En marzo de 2015 se presenta la candidatura Ahora Madrid, resultado de la confluencia de Ganemos Madrid, donde ya estaba participando IUCM junto a otros partidos, y Podemos, en un acto al que asiste Mauricio Valiente. Por su parte, la dirección de IUCM celebró un referéndum interno para terminar con dicha participación, a pesar de que fue desautorizado por la dirección federal de IU y de que no participó el sector crítico. La dirección de IUCM le dio validez y comunicó a Ahora Madrid su intención de presentar candidatura propia a las municipales, forzando a Mauricio Valiente a elegir entre mantener la afiliación a IUCM y presentarse a las primarias de la candidatura Ahora Madrid, lo cual resolvió pidiendo un certificado de baja formal a IU federal, alegando que IUCM le había expulsado, y presentándose as las primarias de Ahora Madrid tras una consulta a las asambleas. Oficialmente IUCM tenía 1435 afiliados en la ciudad de Madrid.
En las elecciones municipales de 2015 fueron elegidos Mauricio Valiente y otros dirigentes del sector crítico como concejales, tanto en Madrid como en otros ayuntamientos donde se apostó por la confluencia, mientras las candidaturas presentadas por la dirección con las siglas "IUCM-LV" no obtuvieron representación por primera vez en la historia ni en la Asamblea de Madrid ni en el Ayuntamiento de Madrid, candidatura esta última que la dirección federal había desautorizado de forma expresa.

### Expulsión de Izquierda Unida
El 14 de junio de 2015, la dirección federal se decidió "desvincular a todos los efectos" de IUCM, reclamando a esta última la propiedad de las siglas. La propuesta fue tomada por el Consejo Político Federal por 113 votos a favor, 45 en contra y tres abstenciones e implica la desvinculación a todos los efectos legales, jurídicos y políticos del partido político denominado Izquierda Unida de la Comunidad de Madrid (IUCM), registrado en el Ministerio del Interior", al tiempo que anuncia la creación de una nueva federación de IU en la Comunidad de Madrid, organizada en asambleas de base territoriales y de distrito, supervisada por la dirección federal.
Los motivos de la expulsión fueron, principalmente, el incumplimiento de las resoluciones federales sobre la depuración de responsabilidades en la gestión en la antigua Caja Madrid y en la confluencia con otras fuerzas, que llevó a la exclusión de los candidatos elegidos en primarias como Tania Sánchez, Mauricio Valiente y otros. Para garantizar el cambio a la nueva federación, la dirección federal aprobó "contactar individualmente con cada militante" (alrededor de 4800) para informarles de la decisión y dejar un plazo de tres meses para afiliarse a la nueva federación madrileña.
La expulsión de una federación ya se había producido en el caso de Ezker Batua-Berdeak, la federación vasca, de la que se desvincularon en 2011 cuando se creó la nueva Ezker Anitza. Por su parte, la comisión política que dirige IUCM anunció que iría a los tribunales para defenderse y anunció que seguiría funcionando como organización, al tiempo que acusó a la "cúpula del Partido Comunista" de querer acabar con la organización. Cuenta con el apoyo de Izquierda Abierta, el partido integrado en IU que lidera Gaspar Llamazares, que votó en contra de la medida.
Los cargos electos de IUCM, alrededor de un centenar, tuvieron que decidir si se afiliaban o no a la nueva federación de Madrid. Los continuadores de IUCM se presentaron en 2019 con la marca La izquierda Hoy, no obteniendo casi concejales.
IUCM mantiene una deuda de 1,7 millones de euros, contraída con Hacienda y la Seguridad Social. Tras no lograr prácticamente representación en las elecciones de 2015 y 2019, se puede hablar de que está disuelta en la práctica.

## Participación en Caja Madrid/Bankia
En 2003 los representantes de IUCM se aliaron con el PP y con un sector de CCOO para mantener la mayoría del PP en la Asamblea General de Caja Madrid y revalidar a Miguel Blesa como presidente. Aunque IUCM sólo tenía 13 representantes y el sector de CCOO que le apoyaba tenía a 15, gracias a este acuerdo el dirigente regional José Antonio Moral Santín es elegido miembro de la Asamblea General, en una lista que logró 54 votos y que se quedó a un voto de obtener un segundo miembro de IUCM. Desde este año varios consejeros presuntamente empezaron a utilizar tarjetas opacas, en las que se cargaron también gastos privados que llegaron a alcanzar la cifra de 15 millones de euros, hecho que no se conocería hasta pasada una década. Moral Santín fue de los que más dinero cargó, 456.000 euros, de los cuales 365.000 euros serían en efectivo.
En febrero de 2008 Miguel Blesa se alía con IU y CCOO para nombrar a José Antonio Moral Santín consejero de Mapfre, aseguradora de la que Caja Madrid poseía un 15%.
En enero de 2009, IU-CM presentó una querella por prevaricación contra el presidente de la Comisión de Control de Caja Madrid, Fernando Serrano, próximo a Alberto Ruiz Gallardón, por el expediente que se había abierto a tres representantes del PP en Caja Madrid, considerados más próximos a Esperanza Aguirre, dado que la nueva Ley de Cajas conllevaba una serie de incompatibilidades en los cargos, que cambiaría la correlación de fuerzas entre los dos sectores del PP en pugna. El entonces secretario de Política Institucional de IU-CM, Antero Ruiz, acusó a la Comunidad de Madrid de querer "intervenir en los órganos de la Caja", y que estos deberían ser "independientes". Según los representantes denunciados, la denuncia no tenía sentido alguno y obedecía al temor de IU a perder su representación en el Consejo de Administración de la entidad, ya que con la nueva ley de Cajas de Ahorro perderían sus puestos en este organismo. La querella fue rechazada por el juez, pocos meses después.
En junio de 2009 representantes de la dirección de IU-CM llegaron a un acuerdo con el PP y Comfía-CCOO, con el cual se comprometían a apoyar al candidato propuesto por Esperanza Aguirre a la presidencia de Caja Madrid, Miguel Blesa, a cambio de mantener la "pluralidad" en el Consejo de Administración en el que IU tenía como representante a José Antonio Moral Santín. El acuerdo, que se tomó sin contar con los órganos de dirección, fue criticado por sectores críticos de la organización y considerado "ilegítimo" y "antidemocrático" por varios miembros de la Comisión Ejecutiva de IU-CM, que supieron de la existencia del mismo a través de los medios de comunicación y en una circular interna no firmada. En julio de 2009 Esperanza Aguirre presentó el Centro Internacional de Estudios Económicos y Sociales, cuya dirección recayó en Moral Santín. Ese mismo año Caja Madrid empezó a hacer donaciones a la fundación Fundeste, vinculada a la federación regional, no conocidas por la organización, pero que el Tribunal de Cuentas consideraría irregulares varios años después.
El 11 de diciembre de 2009 fueron elegidos en un pleno del Ayuntamiento de Madrid en lista única y sin intervenciones, los consejeros para la Asamblea General de Caja Madrid, siendo elegidos en representación de IU José Antonio Moral Santín, José Luis Acero y Rubén Cruz. En el caso de Moral Santín, no podría haber sido reelegido en el mismo sector que había sido elegido la primera vez (la Asamblea de Madrid), pero sí podía ser elegido por el Ayuntamiento de Madrid y eso le permitió renovar su mandato.
En enero de 2010 Rubén Cruz, que ya estaba en la comisión de control de Caja Madrid, entró a formar parte del Consejo de Administración de la entidad. IU no tenía opciones a presentar lista propia, pero su nombramiento se produjo en el contexto de la guerra interna abierta en el PP de Madrid, en la que Esperanza Aguirre decidió apartar a un consejero del PP que no consideraba leal a Miguel Blesa, en beneficio de Rubén Cruz que sí lo era y compartía estrategias jurídicas con el PP en la caja.
A finales de 2010 Moral Santín pasó a formar parte del nuevo consejo de administración del SIP que integraría a Caja Madrid, Bancaja, La Caja de Canarias, Caja de Ávila, Laietana, Segovia y La Rioja. Su salario ese año había sido de 141.920 euros, si bien la remuneración total incluyendo las sociedades participadas por la entidad en las que era consejero, como Mapfre o holding Cibeles, estimaban sus ingresos en 522.000 euros de Bankia-BFA en 2011.
El 15 de junio de 2011, José Antonio Moral Santín pasó a formar parte del Consejo de Administración de Bankia, un órgano con destacado peso de empresarios, en el que también estaba el presidente de la patronal de Madrid (CEIM), Arturo Fernández. La constitución de dicho consejo tuvo el visto bueno del Banco de España y de la CNMV. Moral Santín también participó en la comisión de nombramientos y retribuciones, que proponía una retribución de hasta 24,19 millones de euros anuales para los 32 integrantes de la cúpula de Bankia, un plan de incentivos con el objetivo de fidelizar a sus directivos. El 20 de febrero de 2012, se constituyó una comisión en IUCM en la que se citó a Moral Santín para preguntarle sobre sus retribuciones, a la cual el consejero presentó unos certificados que, posteriormente, la organización comprobaría que no se correspondían con la realidad de sus ingresos.
El 20 de febrero de 2012, se constituyó una comisión en IUCM en la que se citó a Moral Santín para preguntarle sobre sus retribuciones, a la cual el consejero presentó unos certificados que, posteriormente, la organización comprobaría que no se correspondían con la realidad de sus ingresos.
En mayo de 2012 Izquierda Unida federal pidió la dimisión de su consejero Moral Santín, tras su voto a favor del nombramiento de José Ignacio Goirigolzarri como presidente de Bankia. La coalición consideró que su consejero había representado hasta entonces los intereses de Rodrigo Rato y desde ese momento defendería los de José Ignacio Goirigolzarri, destacando también que desde que Caja Madrid cambiara de estatus las organizaciones políticas ya no tienen representantes en la entidad, por lo que ya se le consideraba ajeno a la organización. Ese mismo año, José Antonio Moral Santín fue una de las personas que participó en el Consejo de Administración de Bankia que autorizó a siete consejeros de la entidad a crear empresas en paraísos fiscales, información no conocida entonces pero que sería revelada meses después de que José Antonio Moral Santín fuese imputado junto a otros 32 responsables del grupo BFA-Bankia, en julio de 2012.
A finales de 2012 en la IX Asamblea de IUCM la militancia reprobó la actuación de la organización en Caja Madrid-Bankia.

## Funcionamiento interno
Sus afiliados eligen cada tres años a la Asamblea Regional de IUCM, máximo órgano de IU en la Comunidad de Madrid, que decide los estatutos y la línea política, en consonancia con las de Izquierda Unida a nivel federal. Elige también los órganos de dirección: el Consejo Político Regional (CPR) –máximo órgano a nivel de la Comunidad- y la Presidencia Regional. Esta última designa un Comité Ejecutivo para el trabajo diario.

### Coordinador Regional
El responsable máximo de Izquierda Unida en la Comunidad de Madrid es su Coordinador. Desde su fundación, han ostentado el cargo las siguientes personas:
- Juan José Azcona: (1986-1992)
- Susana López Blanco: (1992-1993)
- Ángel Pérez: (1993-2000)
- Miguel Reneses: (2000-2002)
- Fausto Fernández: (2002-2004)
- Fernando Marín: (2004-2008)
- Coordinación colectiva: (2008-2009) siete personas incluidas Inés Sabanés, Gregorio Gordo y Ángel Pérez.
- Gregorio Gordo: 2009 hasta diciembre de 2012.
- Eddy Sánchez: desde diciembre de 2012 a diciembre de 2014.
- Coordinación colectiva: (hasta el 24 de mayo de 2015) siete personas: Jeannette Carmel, Miguel Ángel García, Miguel Ángel Gómez, Carlos Gutiérrez, Libertad Martínez, Carlos Paíno y Julián Sánchez Urrea.
- Sin coordinación: (desde el 25 de mayo de 2015) Dimite en bloque la coordinación colectiva tras los malos resultados electorales.

### Organización territorial y sectorial
Además de su organización a nivel regional, IUCM estaba estructurada en áreas de elaboración colectiva, como eran las de Educación, Sanidad, Mujeres-IUCM, Jóvenes-IUCM y ALEAS-IUCM. Estas tenían representación en el Consejo Político Regional y eran consideradas los espacios donde se decidía la línea política en su ámbito sectorial.
Además, IUCM tenía asambleas locales de base en los municipios de la Comunidad de Madrid, y en el caso de las grandes ciudades, tenía asambleas locales de distrito. Por su número de habitantes, la Ciudad de Madrid era la que tenía un mayor número de asambleas locales, teniendo presencia en los 21 distritos. Las asambleas de base también podían constituir áreas de elaboración colectiva homónimas a las existentes a nivel regional.

## Resultados electorales

### Elecciones generales
En estas elecciones, el cabeza de lista por Madrid es el candidato a presidente del Gobierno de España y no necesariamente pertenece a la federación madrileña de IU.
| Elecciones | Votos        | Porcentaje | Escaños | +/-         | Diputados |
| 1986       | 155.932 (#4) | 6,03%      | 2/33    | 1           | Gerardo Iglesias (PCE), Ramón Tamames (FP) |
| 1989       | 414.392 (#3) | 15,42%     | 5/33    | 3           | Julio Anguita (PCE), Pablo Castellano (PASOC), Cristina Almeida (PCE), José Luis Núñez Casal (PCE), Ángeles Maestro (PCE) |
| 1993       | 455.685 (#3) | 14,58%     | 5/34    | Sin cambios | Julio Anguita (PCE), Diego López Garrido (independiente), Francisco Frutos (PCE), Franco González (PASOC), sustituido en mayo de 1995 por Rubén Cruz (PCE), Ángeles Maestro (PCE) |
| 1996       | 547.901 (#3) | 16,44%     | 6/34    | 1           | Julio Anguita (PCE), Francisco Frutos (PCE), Cristina Almeida (independiente, Nueva Izquierda) sustituida en junio de 1999 por Diego López Garrido, Pablo Castellano (PASOC), Ángeles Maestro (PCE), Inés Sabanés (PASOC), sustituida en septiembre de 1999 por José Luis Núñez Casal (PCE) |
| 2000       | 282.180 (#3) | 9,12%      | 3/34    | 3           | Francisco Frutos (PCE), María Luisa Castro (independiente), Antero Ruiz (PCE) |
| 2004       | 225.109 (#3) | 6,43%      | 2/35    | 1           | Gaspar Llamazares, Ángel Pérez (sustituido en julio de 2007 por Montserrat Muñoz) |
| 2008       | 164.595 (#3) | 4,66%      | 1/35    | 1           | Gaspar Llamazares |
| 2011       | 271.209 (#4) | 8,04%      | 3/36    | 2           | Cayo Lara Moya, Ascensión de las Heras Ladera, María Caridad García Álvarez |
| 2015       | 190.193 (#5) | 5,26%      | 2/36    | 1           | Alberto Garzón, Sol Sánchez |

### Elecciones autonómicas
| Comicios  | Candidato           | # de votos   | % de votos | Procuradores | +/-         | Estado                     |
| --------- | ------------------- | ------------ | ---------- | ------------ | ----------- | -------------------------- |
| 1987      | Isabel Vilallonga   | 181.512 (#4) | 7,61 %     | 7/96         | 2a          | Oposición                  |
| 1991      | Isabel Vilallonga   | 270.558 (#3) | 12,22 %    | 13/101       | 6           | Oposición                  |
| 1995      | Ángel Pérez         | 464.167 (#3) | 16,03 %    | 17/103       | 4           | Oposición                  |
| 1999      | Ángel Pérez         | 199.488 (#3) | 7,69 %     | 8/102        | 9           | Oposición                  |
| May.-2003 | Fausto Fernández    | 235.428 (#3) | 7,68 %     | 9/111        | 1           | Investidura no concluyente |
| Oct.-2003 | Ángel Pérez         | 236.013 (#3) | 8,50 %     | 9/111        | Sin cambios | Oposición                  |
| 2007      | Inés Sabanés        | 264.782 (#3) | 8,86 %     | 11/120       | 2           | Oposición                  |
| 2011      | Gregorio Gordo      | 287.707 (#3) | 9,61 %     | 13/129       | 2           | Oposición                  |
| 2015      | Luis García Montero | 132.207 (#5) | 4,16 %     | 0/129        | 13          | Extraparlamentario         |

a Respecto al resultado del PCE en PSOE.